# 阿罗 (上比利牛斯省)
阿罗（法語：Arreau，法語發音：[aʁo]），法国西南部市镇，位于奥克西塔尼大区上比利牛斯省，隶属于巴涅尔德比戈尔区，其市镇面积为11.12平方公里，2022年1月1日时人口数量为732人，在法国城市中排名第11,938位。
阿罗位于上比利牛斯省东南部，内斯特河谷中，是一个区域性的中心市镇，多条公路在此交汇。

## 地名来源

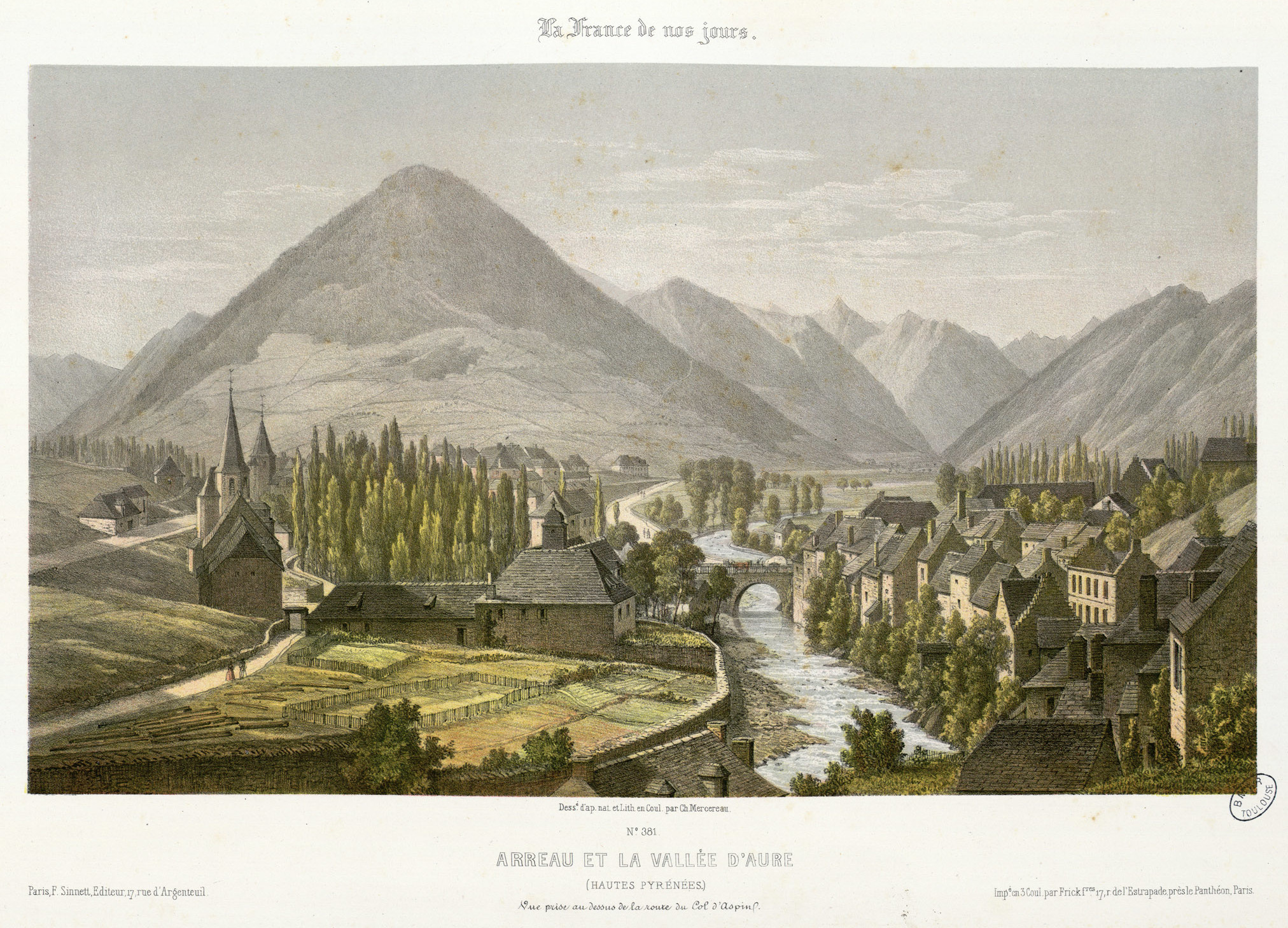
19世纪中期的阿罗

“阿罗”一名可能包含巴斯克语词根“harr-”，意为“石块”。

## 历史
阿罗的早期历史尚不清楚，其周边区域多为高耸的山地，不适宜人类居住，故位于谷地中央的阿罗成为这一区域人口最为集中的地方，中世纪末期，阿罗成为四谷行省的首府。法国大革命后，阿罗成为上比利牛斯省的一个市镇。工业革命期间，沿内斯特河谷修建的地方铁路建成运营，1969年关闭。

## 地理

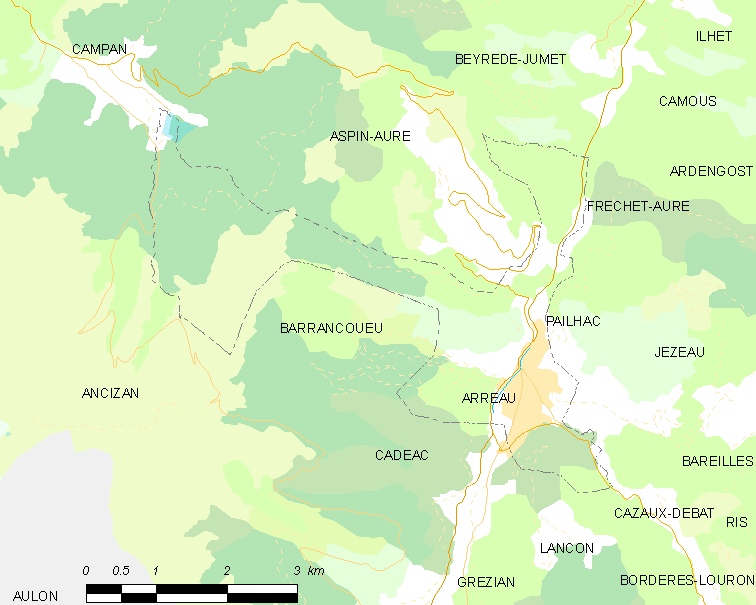
阿罗市镇范围地图

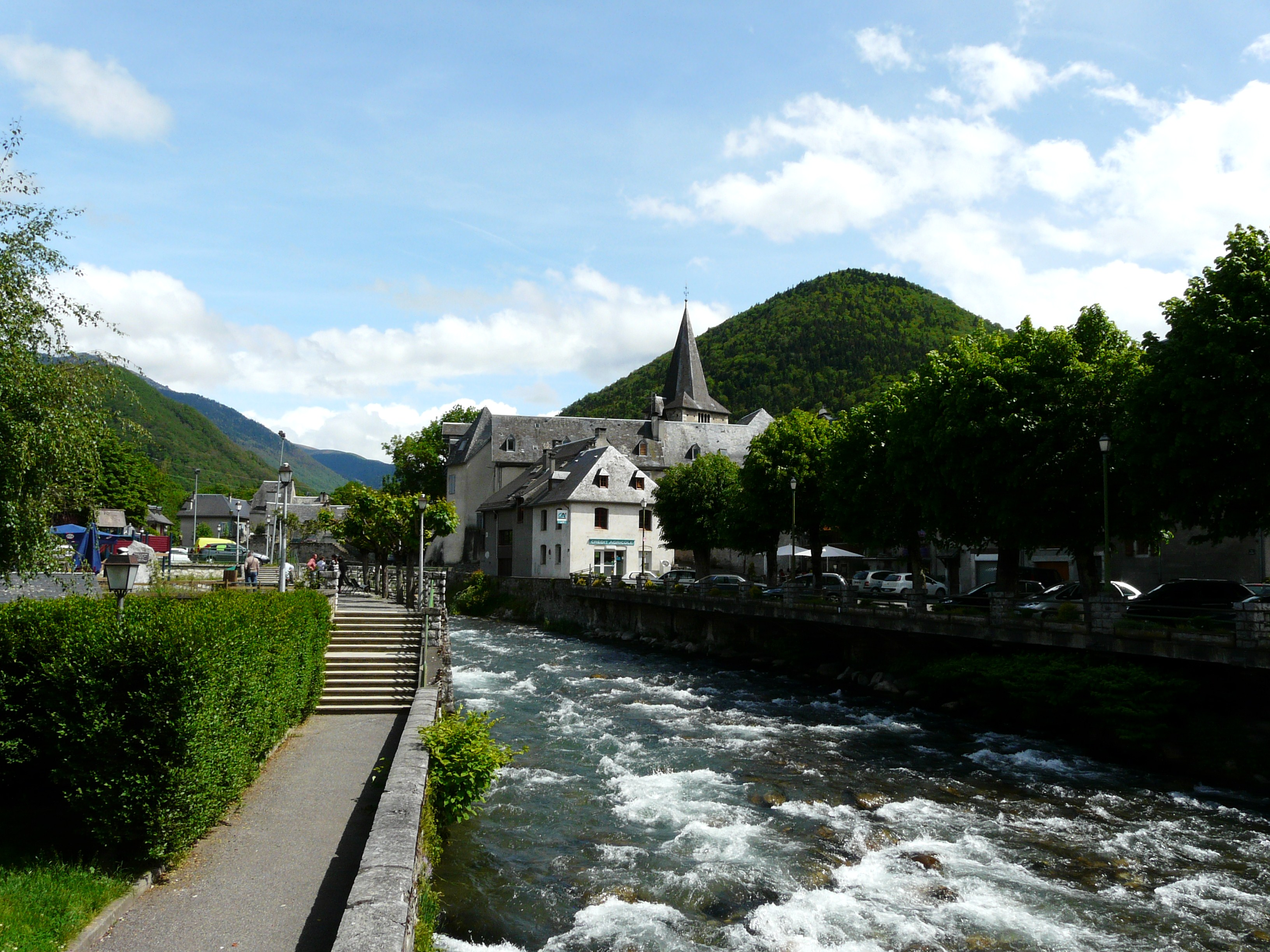
流经阿罗的内斯特河

阿罗位于法国西南部，奥克西塔尼大区西南部和上比利牛斯省东南部，距离省会塔布大约60公里。与阿罗接壤的市镇包括：阿斯潘欧尔、巴朗库厄、卡代阿克、康庞、卡佐代巴、弗雷谢奥尔、热佐、朗松、帕亚克、昂西藏、贝雷德-瑞梅。

### 地形
阿罗位于比利牛斯山北麓的一处河谷之中，境内以山地为主，市镇中心地势较为平坦，全境海拔在658到1,756米之间。

### 水文
内斯特河自南向北流经阿罗，其右岸支流卢龙内斯特河在此与其交汇，属于加龙河水系。

### 植被
阿罗属于温带阔叶混交林区，林地广泛分布于河流附近以及市镇范围内的山地地区等，均常年免费向公众开放。
在鲜花城市的评比中，阿罗暂未被评级。

### 气候
阿罗在柯本气候分类法中属于带有温带海洋性气候特征的山地气候，冬季受焚风影响而气温偏高。

## 行政区划
阿罗是法国奥克西塔尼大区上比利牛斯省的一个市镇，编号为65031。阿罗隶属于巴涅尔德比戈尔区、上比利牛斯省第一选区以及内斯特-欧尔-卢龙县，同时也是欧尔-卢龙市镇公共社区的办公驻地。
法国国家统计与经济研究所（简称）在进行数据统计时，未将阿罗划入任何核心区（Unité urbaine）、城市区（Aire urbaine d'Arreau）以及城市辐射区（Aire d'attraction）。此外，还将阿罗市镇整体看作一个“块区”（IRIS）。

## 交通

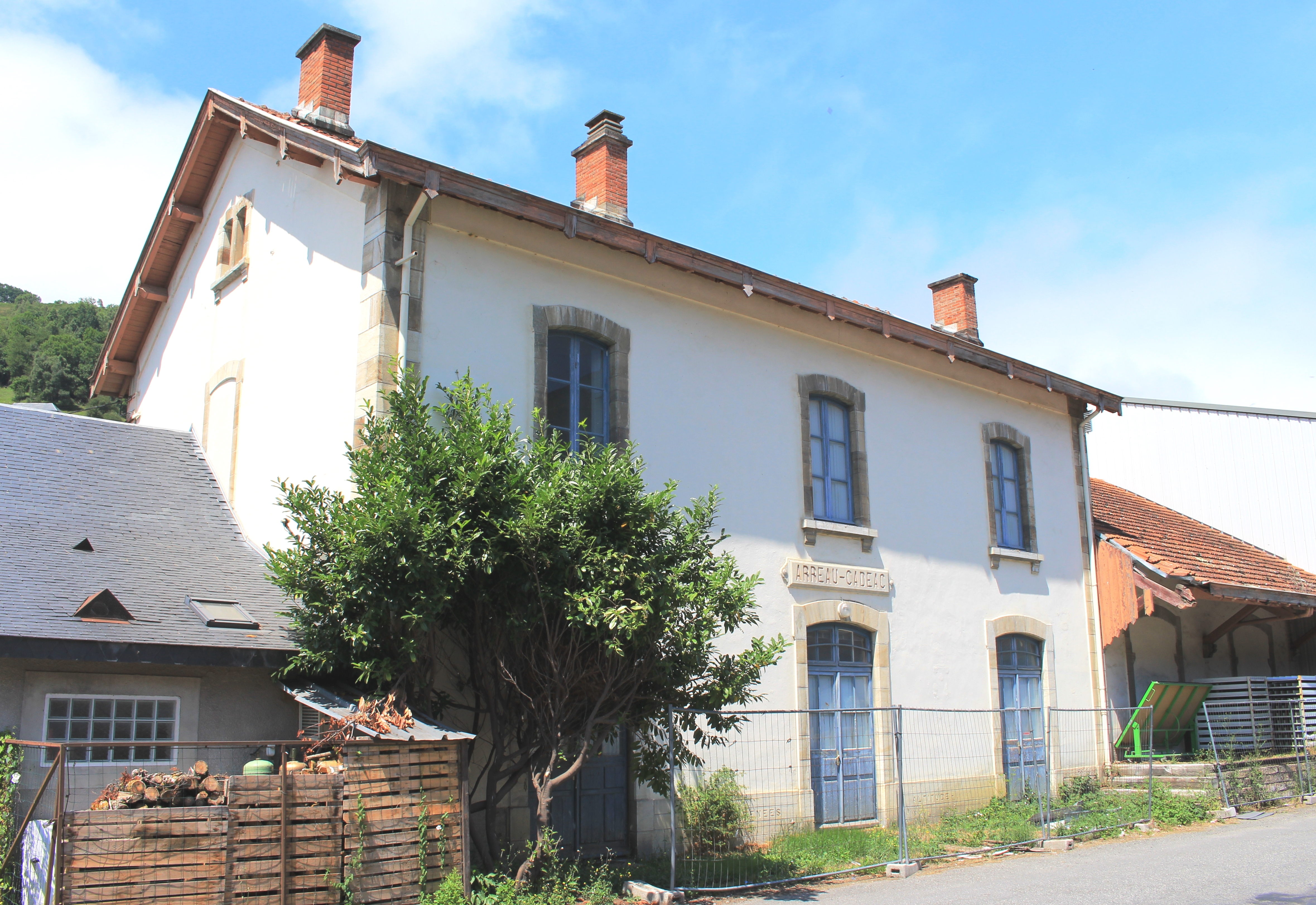
阿罗火车站旧址

### 公路
多条上比利牛斯省省道在阿罗境内交汇，奥克西塔尼大区下属的城际客运提供巴士线路，可前往省会塔布。
2017年，28.1%的阿罗家庭拥有至少一辆私人汽车。2019年，阿罗境内共发生各类交通事故1起，造成1人受伤。

### 铁路
阿罗位于拉讷姆藏－阿罗-卡代阿克铁路上，该铁路建成于1897年，已于1971年关闭。距离阿罗最近的客运铁路车站为拉讷姆藏站，该站停靠往返于图卢兹和波城一线的区域列车。

### 航空
距离阿罗最近的民用航空站为塔布-卢尔德机场，距离阿罗市中心的公路里程约61公里（山路）。

### 城市公共交通
截至2021年，阿罗暂无城市公共交通系统。

## 政治

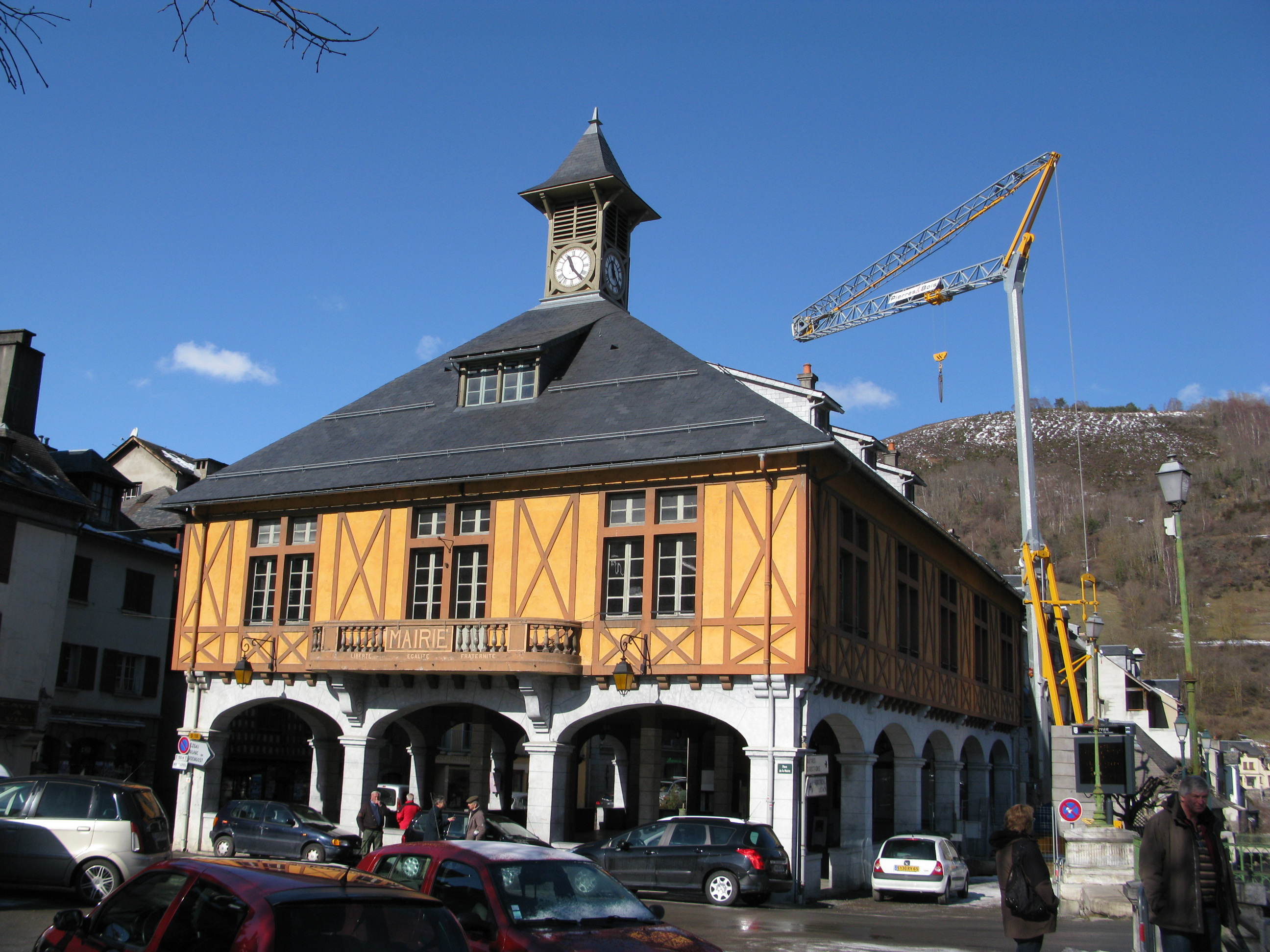
阿罗市政厅

阿罗的现任市长为菲利普·卡雷尔先生（Philippe Carrère），他是一名无党派人士，在2020年的市政选举中获得了73.22%的支持率。
在2017年的法国总统大选中，法国第25任总统埃马纽埃尔·马克龙在阿罗获得了73.15%的支持率。

## 人口
2018年，阿罗市镇人口数量为784，在法国排名第11,938位。其中男性360人，女性413人，75岁及以上人口占11.8%，外籍人口数量为161人，人口密度为71人/平方公里，当地居民被称为（男性）或（女性）。2019年，阿罗境内出生7人，死亡人口6人。
| 年份   | 1936 | 1946 | 1954 | 1962 | 1968 | 1975 | 1982 | 1990 | 1999 | 2006 | 2011 | 2016 | 2018 |
| ------ | ---- | ---- | ---- | ---- | ---- | ---- | ---- | ---- | ---- | ---- | ---- | ---- | ---- |
| 人口數 | 997  | 939  | 999  | 876  | 936  | 913  | 816  | 853  | 823  | 838  | 809  | 757  | 784  |

## 经济

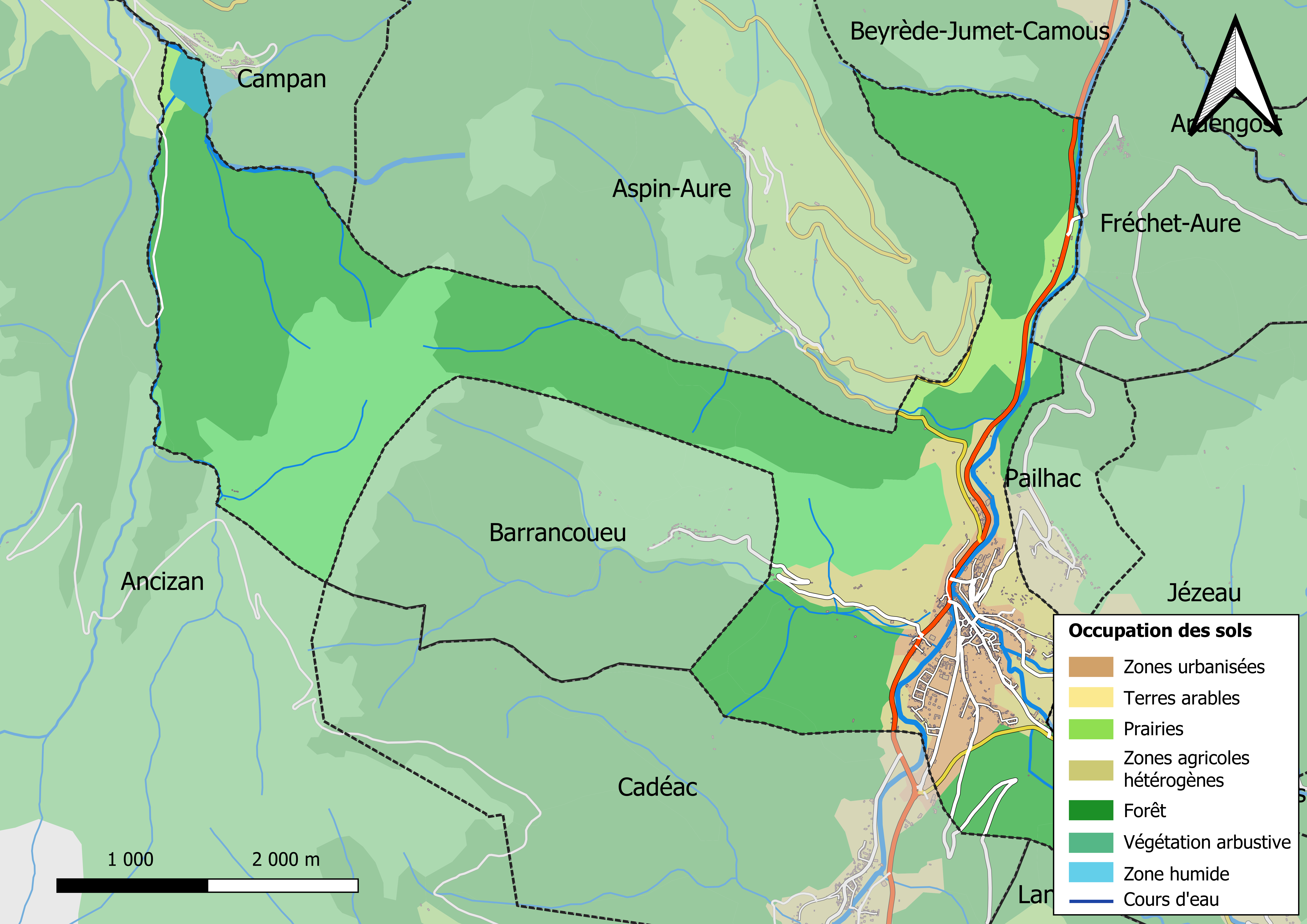
阿罗土地利用情况地图

截止2021年9月，阿罗共有各类用人单位（包含自雇）289家，平均历史为18年，均为中小型企业（PME）。（零售）、（野营）及（排水管道）是当地2019年营业额最高的三个企业，分别为4,125,981欧元、902,509欧元和858,501欧元。

## 财政收入
2019年，阿罗的财政收入总额为1,641,770欧元，财政支出总额为1,340,900欧元，当年的债务总额为917,900欧元。2021年，阿罗共获得334,144欧元的国家财政补助，比上一年增加了4.23%。
2019年，阿罗的家庭平均月收入总额为1,882欧元，低于法国平均水平（2,318欧元）。
2017年，阿罗境内的青壮年（15至64岁）失业率为9.8%，当地43.6%的家庭拥有纳税资格，平均纳税2,273欧元，低于法国平均水平（3,888欧元）。

## 社会事务

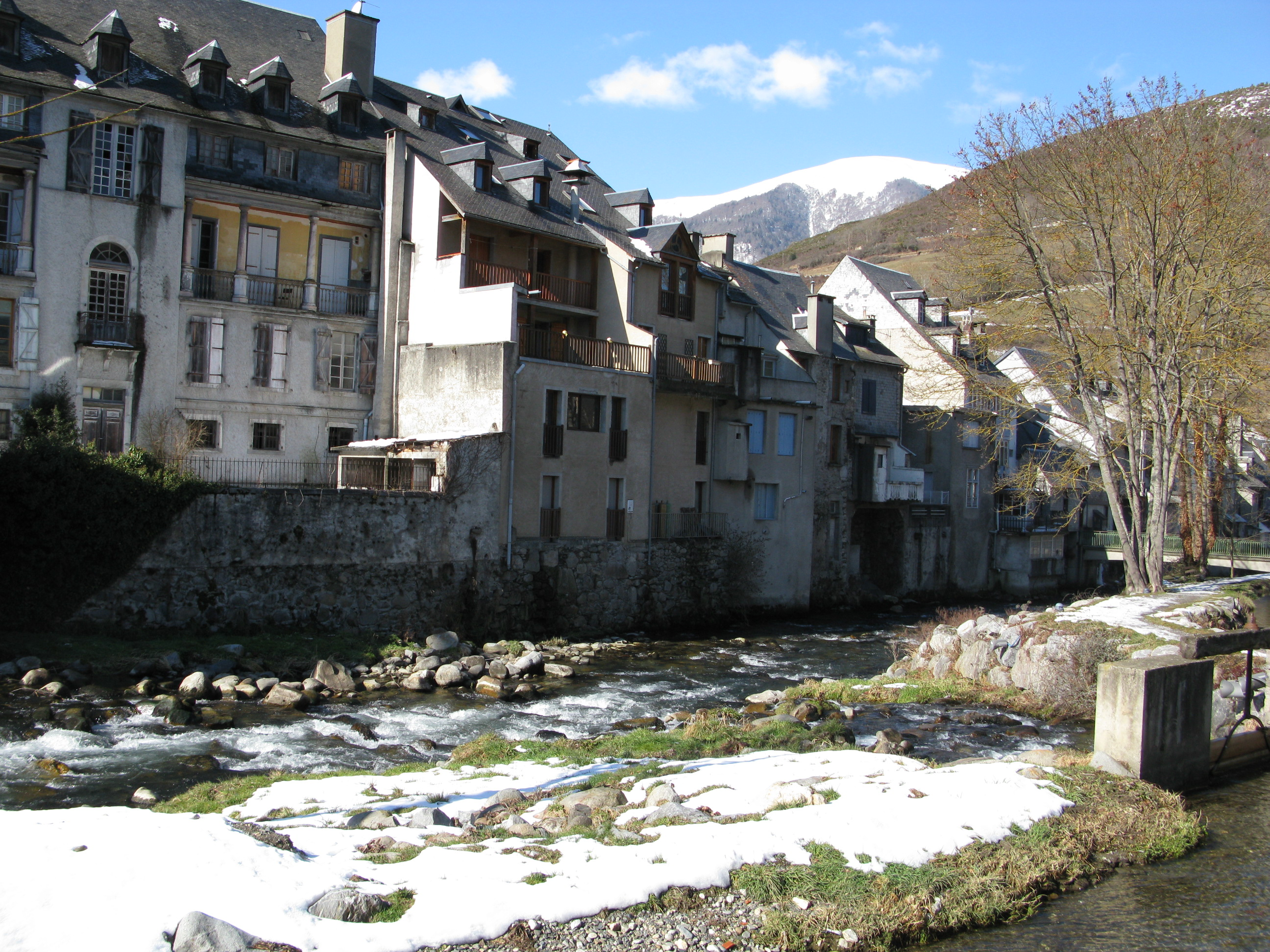
阿罗民居

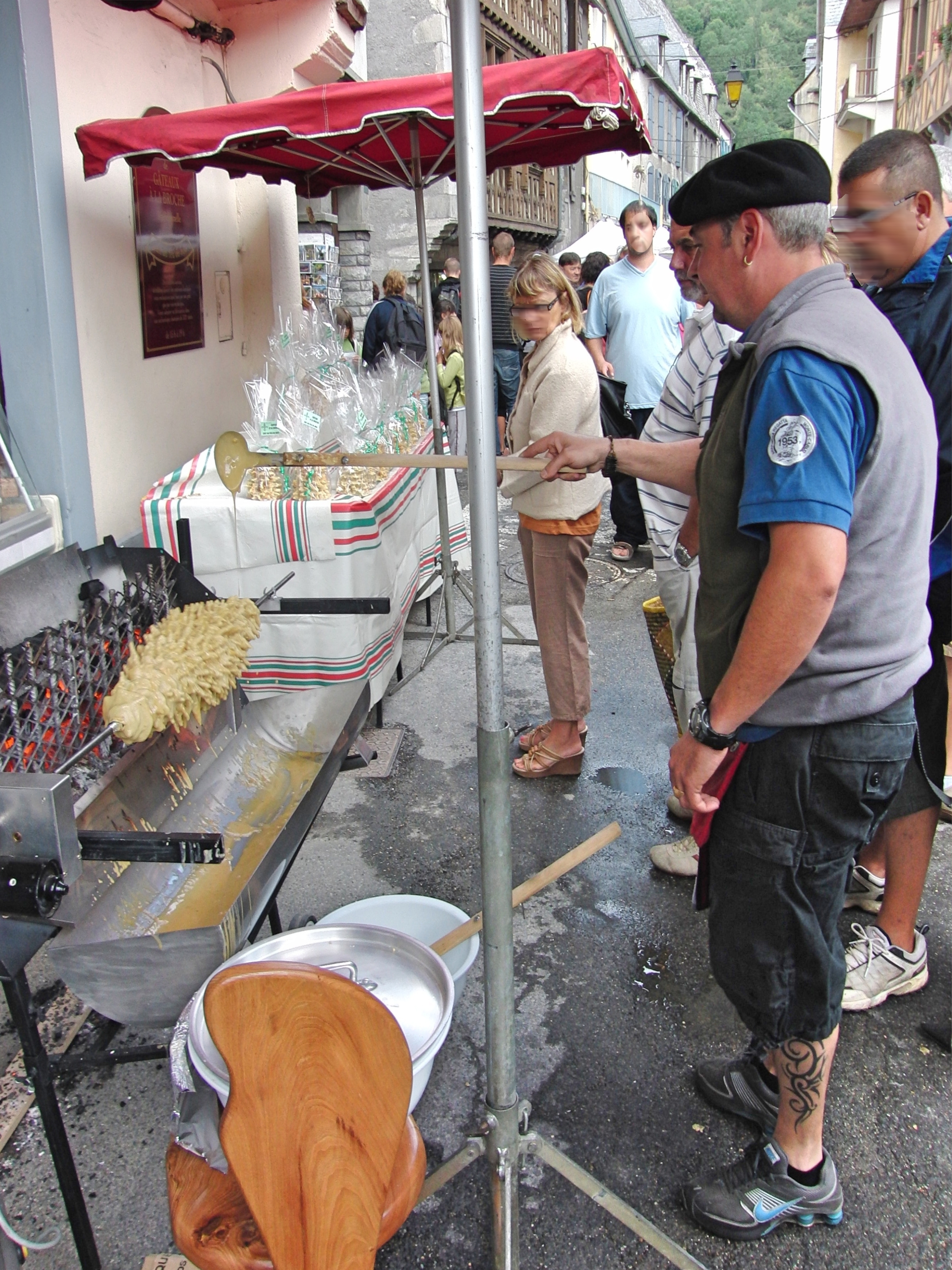
阿罗集市

### 教育
阿罗属于图卢兹学区。截止2019年1月1日，阿罗境内共有1所小学和1所初级中学。2018至2019学年度，阿罗境内共有在校中等教育阶段学生311名。

### 医疗
截止2019年1月1日，阿罗境内共有全科医生2名、保健师3名、牙医2名和护士7名。境内共有药房1家。
距离阿罗最近的区域性医疗机构为“巴涅尔德比戈尔中心医院”（Centre Hospitalier de Bagnères-de-Bigorre），其主病区位于巴涅尔德比戈尔市区，设有床位198个，是当地规模最大的公立综合性医院。

### 住房
2017年，阿罗境内共有各类住房1,138套，其中48.6%为独立式居民区，40.5%为集中式居民区。常住房屋占阿罗市镇范围内居民建筑总量的33%。
在住房保障政策方面，2017年，阿罗境内共有64户家庭获得了住房经济补助，受益人数占总人口数量的8.3%，其中59份为房租补助。

### 商业
2019年，阿罗境内共有各类实体商铺63家，其中餐厅10家、大型超市1家、面包房2家、肉铺1家、书店3家、装饰品店3家、银行门店3家、美容美发店2家、汽车维修店3家。市区西部建有一家家乐福超市。

### 体育
2019年，阿罗境内共有1间体育馆、2处网球场。
截至2021年9月，阿罗境内暂无任何注册足球俱乐部。

### 环境
阿罗的环境事务由其所属的公共社区负责。2019年，阿罗境内暂无污染企业。

### 治安
2019年，阿罗市镇范围内有1处宪兵队。
2014年，阿罗及附近地区共发生各类案件1,636起，其中盗窃类案件950起，经济类案件170起，毒品交易类案件111起。

## 文化
2019年，阿罗境内暂无任何文化设施。

### 建筑
阿罗境内有多处历史建筑，其中内斯特城堡（Château des Nestes）、圣埃克叙佩里小教堂等为法国国家文物保护单位。

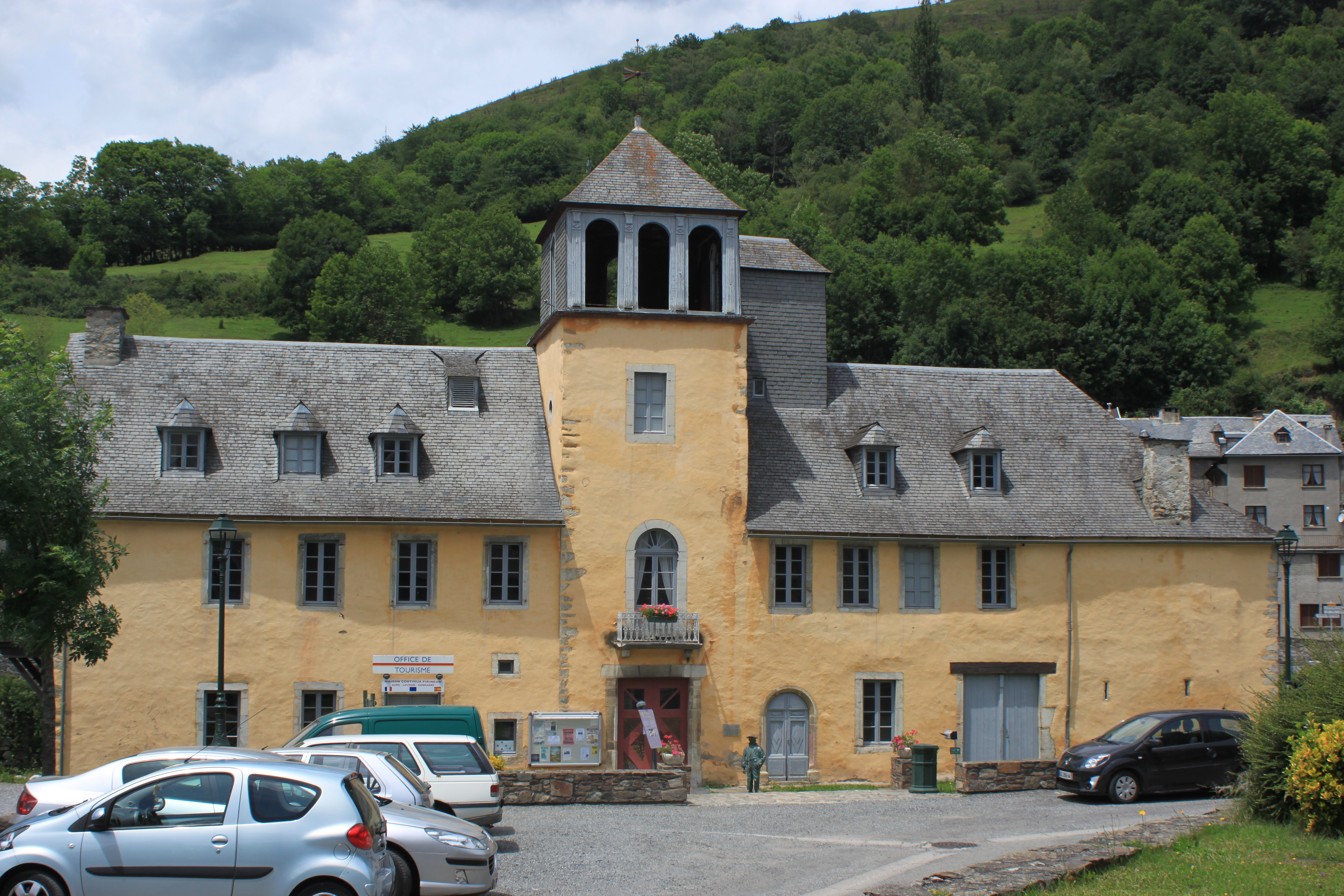
内斯特城堡
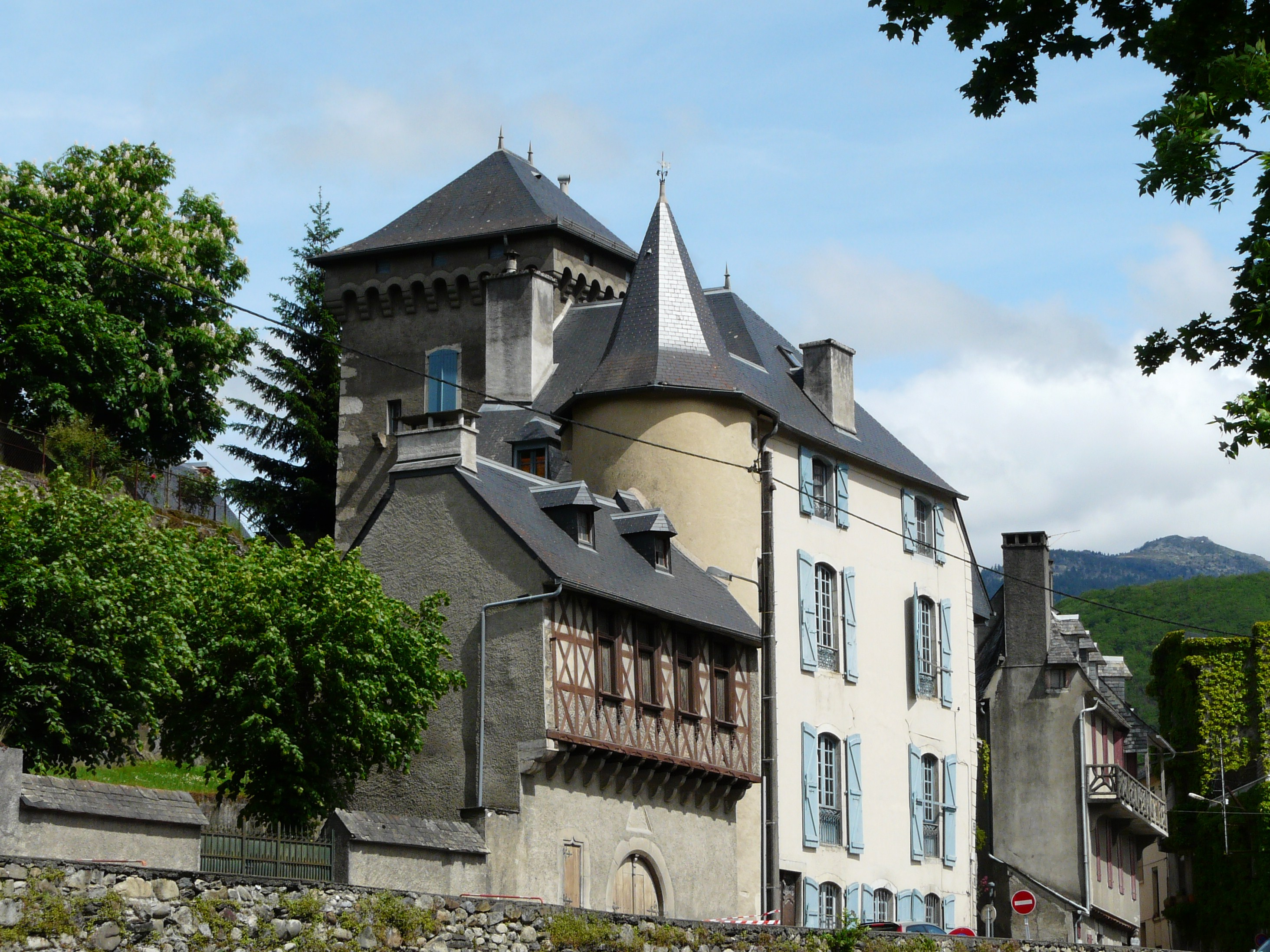
塞居尔城堡
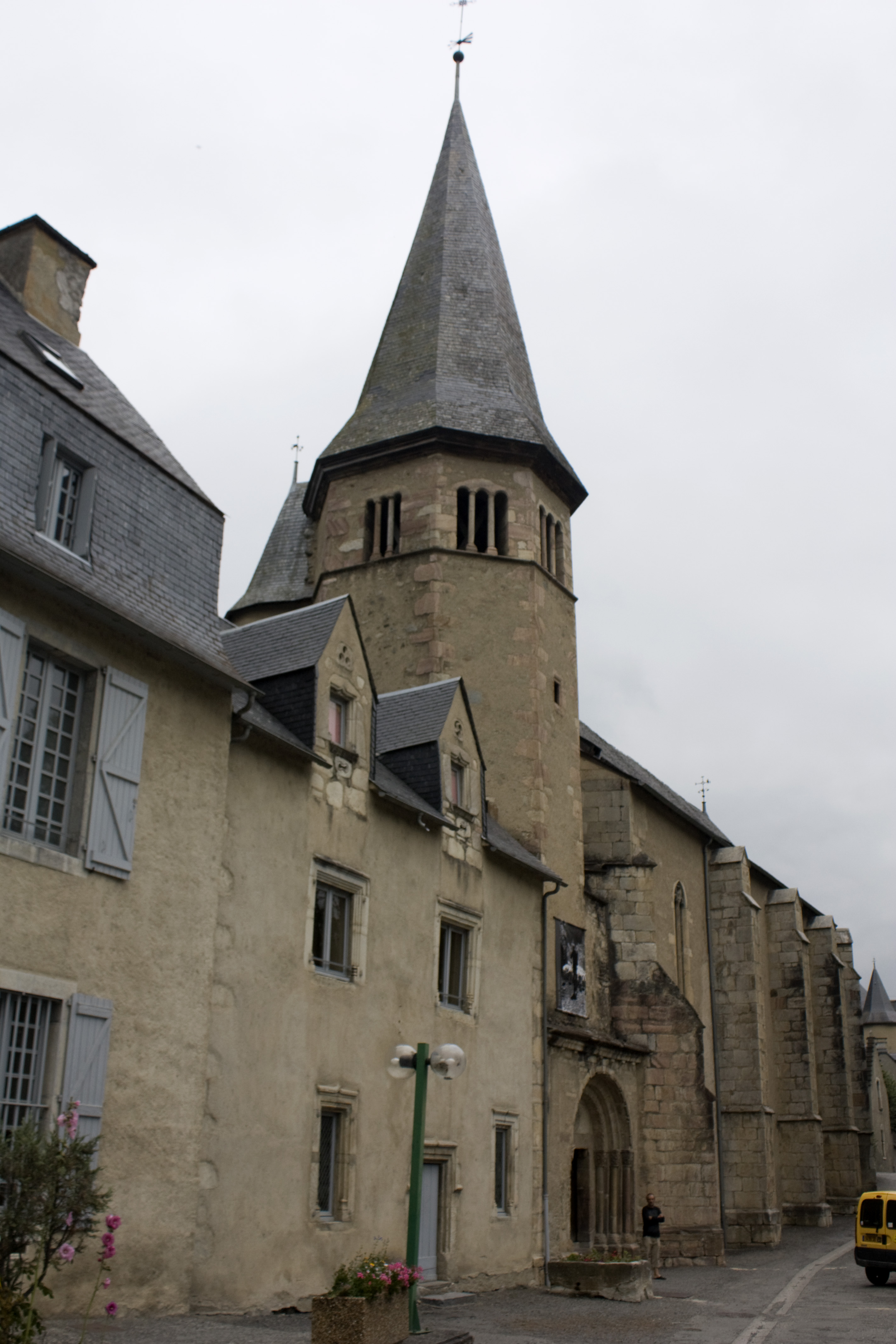
圣埃克叙佩里小教堂（法语：Église Saint-Exupère d'Arreau）
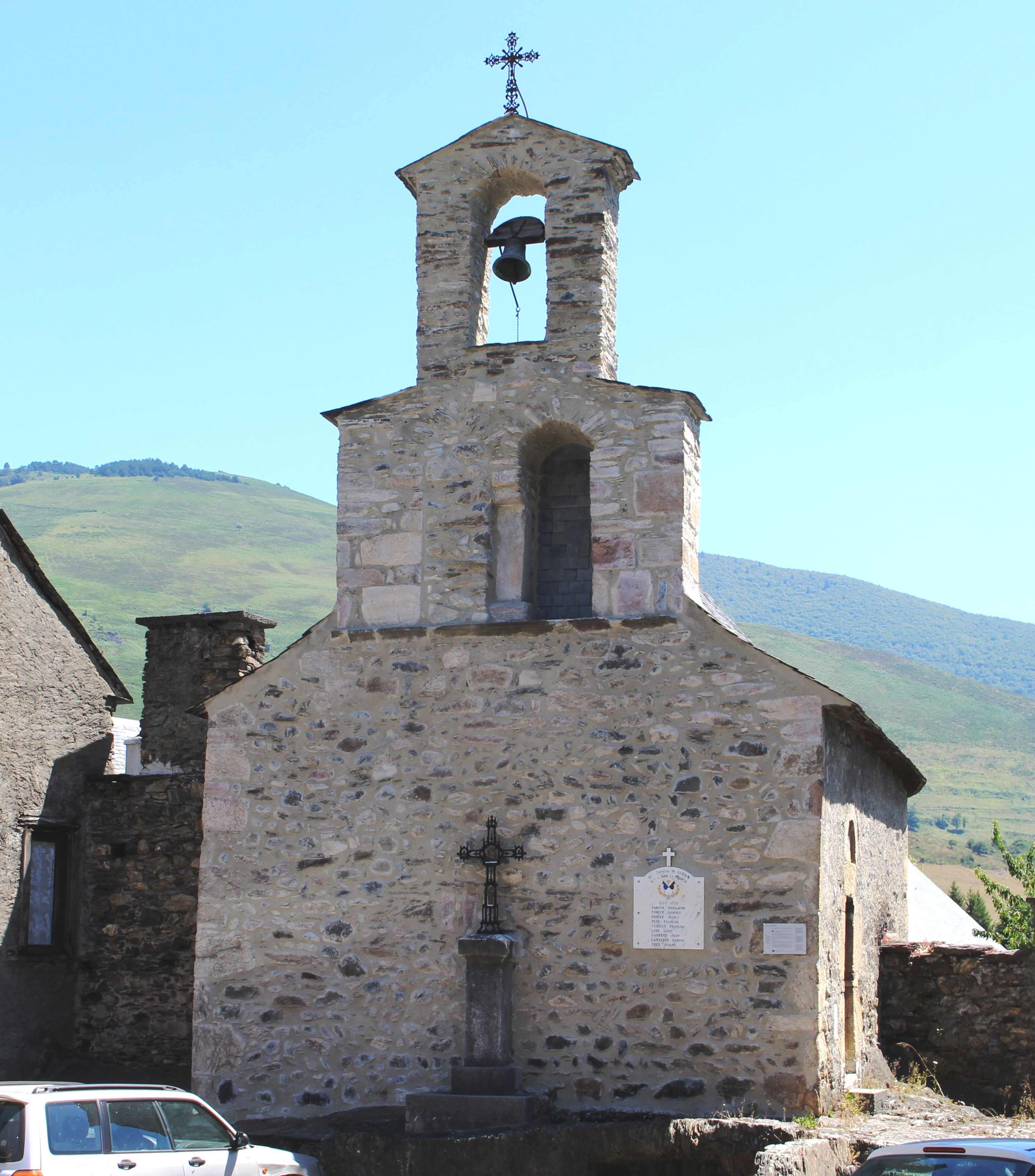
圣米歇尔德加里安小教堂（法语：Chapelle Saint-Michel de Garian）
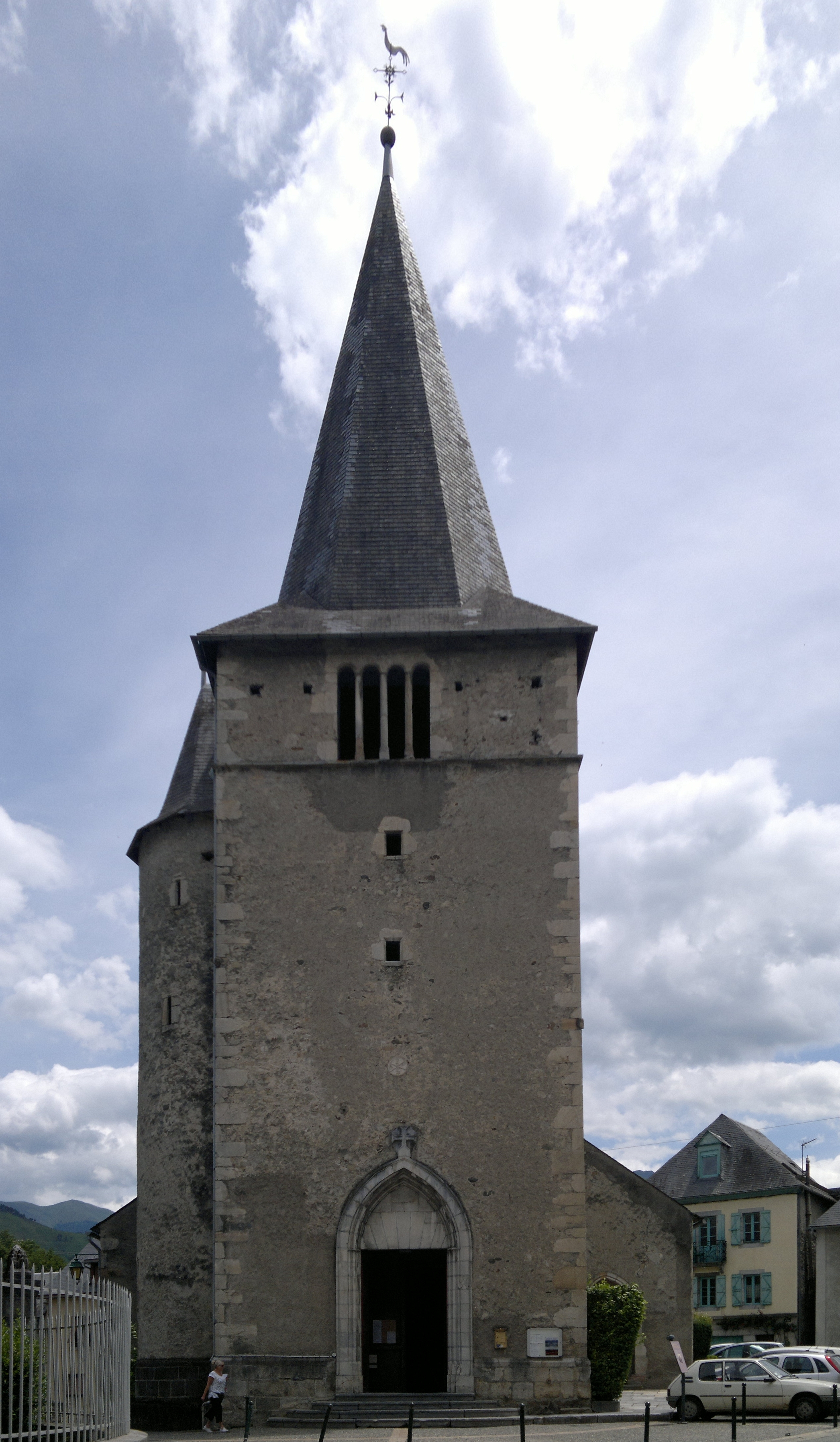
圣母升天教堂
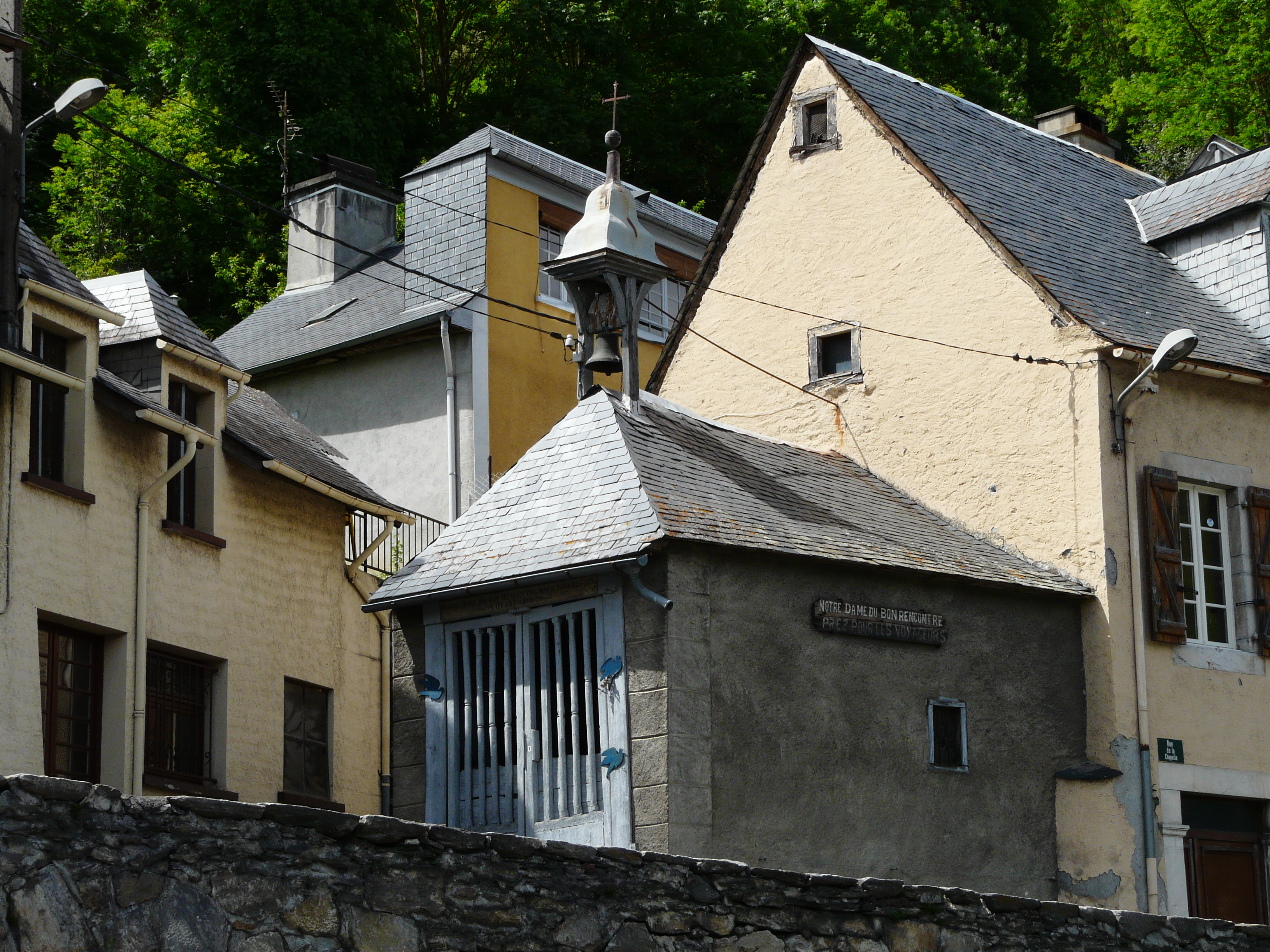
圣母小教堂
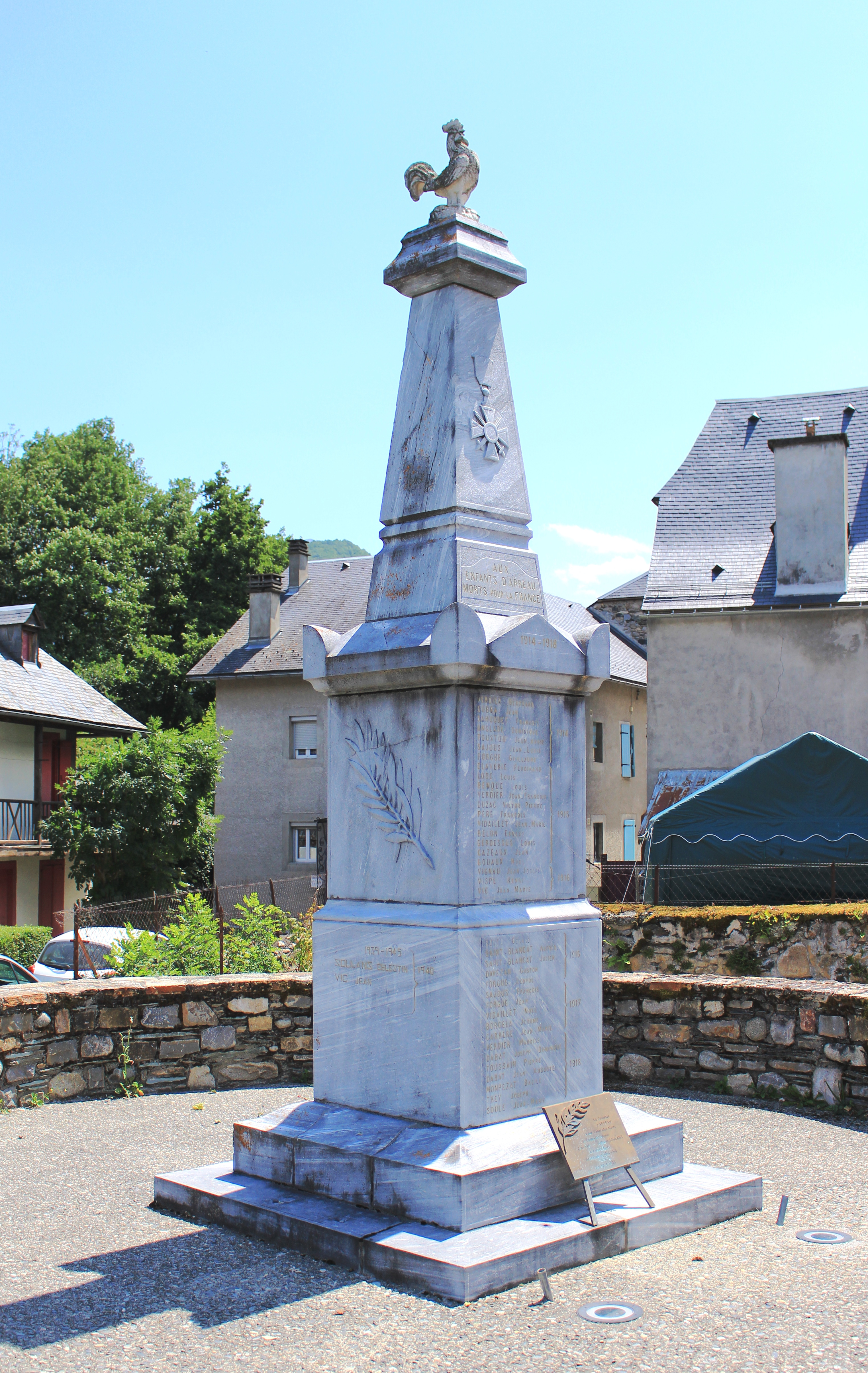
烈士纪念碑

### 旅游
阿罗的旅游事务由其所属的公共社区负责。2020年，阿罗境内共有2家酒店共计30间房间；另有2个露营地，可容纳共178辆露营车。

### 媒体
法国主要的媒体均可在阿罗接收，法国电视三台下属的奥克西塔尼大区频道在部分时段播出阿罗所属区域的地方新闻。

## 友好城市
截至2021年9月，阿罗共与一座城市互为友好城市关系：
- 西班牙 阿因萨-索夫拉尔韦